# Santiago Saura Martínez de Toda
Santiago Saura Martínez de Toda (Oviedo, 1974) es un catedrático de universidad, ingeniero forestal y político español. Fue concejal del Ayuntamiento de Madrid del 2019 al 2023 y responsable del área de internacionalización y cooperación de la ciudad en ese periodo.

## Biografía
Nacido en Oviedo en 1974. Obtuvo un doctorado por la Universidad Politécnica de Madrid (UPM), leyendo una disertación titulada Influencia de la escala en la configuración del paisaje: mediante un nuevo método de simulación espacial, imágenes de satélite y cartografías temáticas en 2001, dirigido por Francisco Javier Martínez Millán. Ejerció como docente en la Universidad de Castilla-La Mancha en Ciudad Real, pasando luego a ser profesor titular de la Universidad de Lérida. Fue entonces cuando en 2006 se afilió al partido Ciudadanos-Partido de la Ciudadanía (Cs). En 2011 accedió al puesto de catedrático de la Escuela Técnica Superior de Ingeniería de Montes, Forestal y del Medio Natural de la Universidad Politécnica de Madrid. Trabajó durante tres años para la Comisión Europea en el campo de la sostenibilidad ambiental y las áreas naturales protegidas. Desde su residencia en el norte de Italia, donde trabajaba para la Comisión Europea, regresó a España para presentarse como candidato de Cs, de cara a las elecciones municipales de mayo de 2019 en la ciudad de Madrid. Se postuló en el segundo puesto de la lista de su partido, por detrás de Begoña Villacís, resultando elegido como concejal del Pleno del Ayuntamiento de Madrid.
Tras la investidura de José Luis Martínez-Almeida, con los votos favorables del Partido Popular, Cs y Vox el 15 de junio de 2019, Saura fue nombrado Concejal Presidente del distrito de Retiro, así como Concejal Presidente de Hortaleza, cargó que dejó en julio de 2019 para desempeñarse como titular del Área Delegada de Internacionalización y Cooperación del Ayuntamiento de Madrid.